# Пірр II
Пір II (грец. Πύρρος)  - цар Епіру, старший син  Олімпії II Епірської та Олександра II Епірського. Він був братом Птолемея та Фтії Македонської.

## Правління
Правив Епіром у період з 242 р. до н.е. до  237 р. до н.е. Після смерті батька його мати Олімпія ІІ Епірська фактично управляла країною та передала правління після того як Пір II виріс.
У нього було дві дочки від невідомої жінки: Дейдамія II, яка була останньою правителькою з династії Еакідів, і Нереїда Епірська, яка одружилася з Гелоном ІІ.

### Первинні джерела
- Марк Юніан Юстін. Епітоми твору Помпея Трога (XXVIII.1.1, XXVIII.1.14, XXVIII.1.3.1)

- Поліен. Стратегеми (VIII.52)

- Афіни. Бенкет софістів (XIII.589)